# Pathfinder (filme)
Pathfinder é um filme estadunidense de 2007 que conta a história de um jovem guerreiro que teve sua terra invadida por Vikings e agora deve lutar contra eles. O filme teve seu lançamento nos Estados Unidos em 13 de abril de 2007 e no Brasil em 12 de outubro do mesmo ano.

## Sinopse
Havia uma lenda sobre um garoto viking chamado Fantasma (Ghost, no original) que foi encontrado por uma mulher e acolhido pela tribo dela. Esse garoto tinha o poder de prever acontecimentos futuros, com isso ele acabou prevendo que no futuro a tribo que acabou de acolhê-lo iria ser atacada por invasores inimigos. Quinze anos depois sua previsão aconteceu, a tribo foi derrotada e a aldeia destruída. Após isso, ele procura os invasores e descobre que eles são viking. Os invasores viking percebem que Fantasma é diferente dos outros da tribo e descobrem que ele também é o garoto viking que se perdeu anos atrás. Então eles entregam-lhe uma espada para ver o que ele sabe fazer, mas com isso Fantasma começa a atacá-los. Revoltados por perceberem que Fantasma não está do seu lado, começam a persegui-lo pela floresta. Com isso, Fantasma encontra outra tribo e lhes dá o aviso de que sua aldeia será o próximo alvo dos vikings. Então, a aldeia toda começa a partir rumo a um novo lugar para se estabelecerem. Enquanto isso, Fantasma, Starfire e Blackwing, que são dois membros da tribo, distraem os vikings para eles não chegarem até os outros da tribo, mas Blackwing acaba sendo morto. Com isso, Fantasma e Starfire se tornam os guias dos vikings para levar-lhes até os outros da tribo. Mas eles fazem os vikings caírem em uma cilada e acabam os derrotando.

## Elenco
| Personagem         | Ator             |
| ------------------ | ---------------- |
| Fantasma           | Karl Urban       |
| Starfire           | Moon Bloodgood   |
| Desbravador        | Russell Means    |
| Blackwing          | Jay Tavare       |
| Gunnar             | Clancy Brown     |
| Ulfar              | Ralf Moeller     |
| Fantasma (criança) | Burkely Duffield |